# Гришинка
Гри́шинка — річка в Україні, ліва притока річки Бик (притока Самари). Впадає біля села Лиман. Басейн Дніпра. Довжина 26 км. Площа водозбірного басейну 167 км². Похил 2,6 м/км. Долина у верхів'ї невиразна, нижче трапецієподібна, завширшки 2 км.  Воду використовують для зрошування та господарських потреб. Альтернативна назва "Гри́шина", що зустрічається в деяких джерелах, ймовірно з'явилась через орфографічну помилку.
Має кілька витоків. Основний бере початок з північного заходу міста Покровськ на Донецькій височині. Далі річка проходить через однойменне село, Гришине. Інші витоки беруть початок на північний схід від цього села. Тече територією Покровського та Добропільського районів Донецької області. Має значну кількість ставків, на більшості з них ведеться розведення і вилов річкової риби.

## Гідрологічний режим

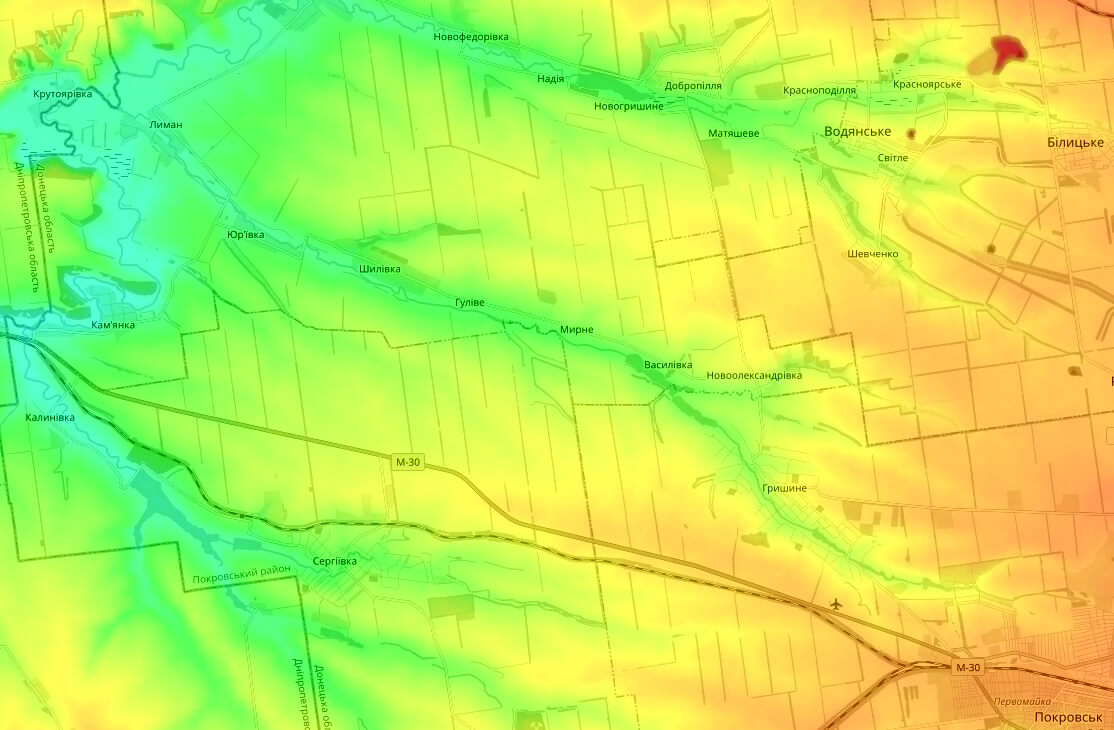
річка Гришинка (по центру) • Tessadem [https://www.openstreetmap.org/copyright OpenStreetMap

Річище шириною 2—10 м, глибиною 1—2 м. Дно замулене. Живлення переважно снігове. Льодостав із початку грудня до середини березня, бувають весняні паводки. Заплава двобічна, шириною 10—15 м. Влітку річка не пересихає, так як має незначні притоки та джерела по всій довжині. Стік річки зарегульовано ставками.

## Флора та фауна
Іхтіофауна річки Гришинка вирізняється великим різноманіттям річкових риб: карась звичайний, короп звичайний, короп дзеркальний, бичок річковий, окунь звичайний, йорж звичайний, в'юн звичайний та інші.
Також постійними мешканцями цієї водойми є жаба озерна, рак широкопалий та вуж звичайний.
Основою місцевої флори є очерет звичайний, ряска та латаття біле (біла водяна лілія).

## Населені пункти
Над річкою розташовані такі села та міста (від витоків до гирла): Покровськ, Гришине, Василівка, Мирне, Гуліве, Шилівка, Юр'ївка, Лиман.